# غيرة هوسية
الغيرة الهوسية هي الغيرة التي تتميز بالأفكار التدخلية والمفرطة، وقد تكون مصحوبة بالفحص القهري للشريك.  لا يصنف على أنه اضطراب عقلي في الأدلة النفسية DSM أو ICD ، ولكن يشار إليه كمثال على كيفية الوسواس القهري يمكن أن يقدم نفسه.

## عرض تقديمي
خصائصه هي:
- القليل من المقاومة والضيق المرتبطة بأفكار الهوس
- الغضب موجهة على وجه التحديد إلى الزوج
- الغيرة واضحة فقط في علاقة ملتزمة
- في كثير من الأحيان أحادية الأعراض
- يستجيب في كثير من الأحيان في أقل جرعات من SSRI
- استجابة سريعة بالمقارنة مع الوسواس القهري الكلاسيكية

## انظر ايضاً
- غيرة مرضية